# Кеуаш (комуна)
Кеуаш (рум. Căuaș) — комуна у повіті Сату-Маре в Румунії. До складу комуни входять такі села (дані про населення за 2002 рік):
- Аді-Ендре (177 осіб)
- Генч (1217 осіб)
- Гілешть (125 осіб)
- Кеуаш (714 осіб) — адміністративний центр комуни
- Редулешть (113 осіб)
- Хотоан (193 особи)

Комуна розташована на відстані 443 км на північний захід від Бухареста, 35 км на південний захід від Сату-Маре, 118 км на північний захід від Клуж-Напоки.

## Населення
За даними перепису населення 2002 року у комуні проживали 2539 осіб.
Національний склад населення комуни:
| Національність | Кількість осіб | Відсоток |
| -------------- | -------------- | -------- |
| румуни         | 1389           | 54,7%    |
| угорці         | 1033           | 40,7%    |
| цигани         | 116            | 4,6%     |
| німці          | 1              | < 0,1%   |

Рідною мовою назвали:
| Мова      | Кількість осіб | Відсоток |
| --------- | -------------- | -------- |
| румунська | 1277           | 50,3%    |
| угорська  | 1257           | 49,5%    |
| циганська | 5              | 0,2%     |

Склад населення комуни за віросповіданням:
| Релігія        | Кількість осіб | Відсоток |
| -------------- | -------------- | -------- |
| православні    | 1125           | 44,3%    |
| реформати      | 896            | 35,3%    |
| греко-католики | 365            | 14,4%    |
| римо-католики  | 134            | 5,3%     |
| п'ятдесятники  | 7              | 0,3%     |
| адвентисти     | 5              | 0,2%     |
| унітарії       | 1              | < 0,1%   |